# Tarista nigrifrons
Tarista nigrifrons là một loài bướm đêm trong họ Noctuidae.